# Jack Lang (Frans politicus)

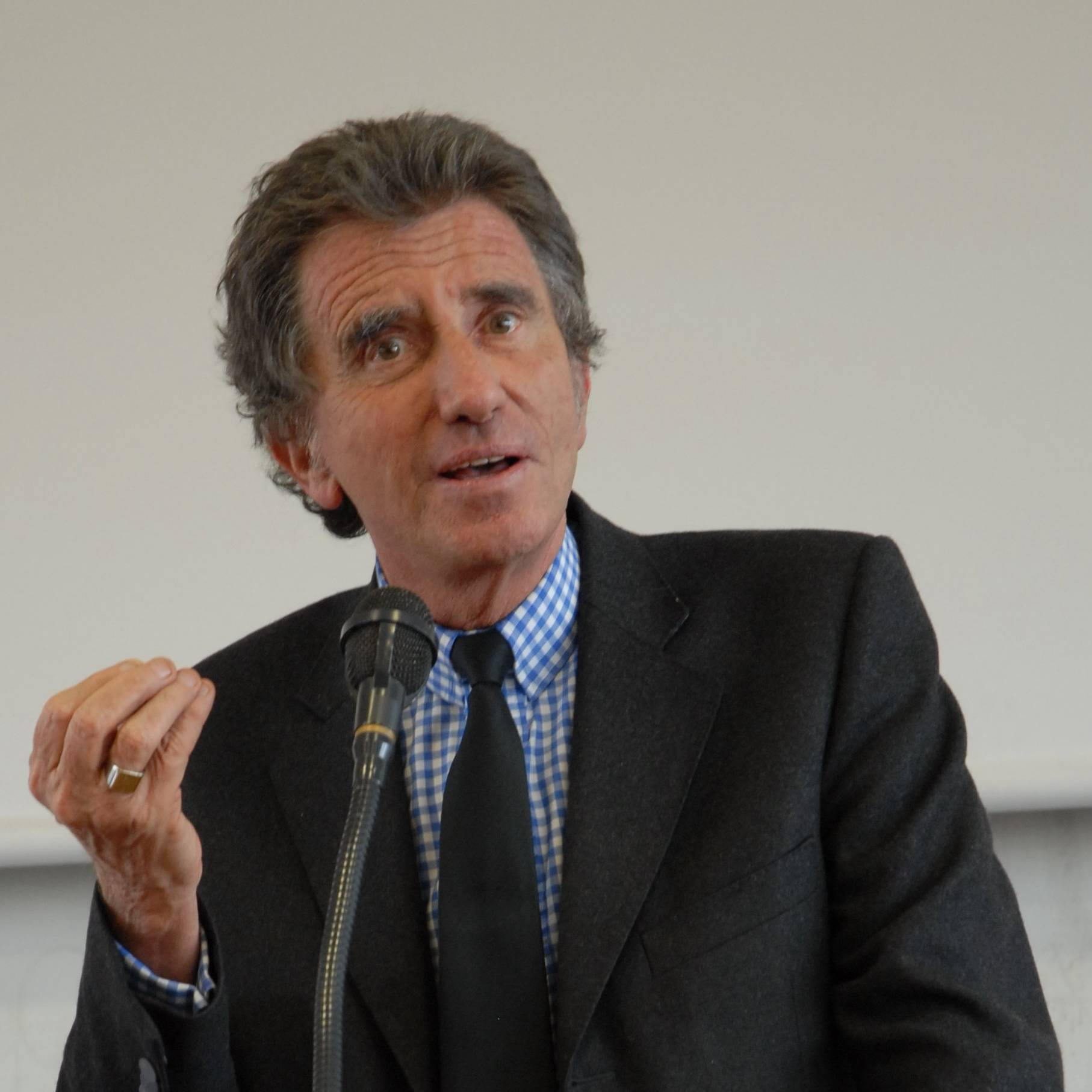
Jack Lang (2007)

Jack Mathieu Émile (Jack) Lang (uitspraak: [dʒakˈlɑ̃ɡ]) (Mirecourt, 2 september 1939) is een Frans politicus van de Parti socialiste. Hij was minister van Cultuur van Frankrijk van 1981 tot 1986 en 1988 tot 1992, vervolgens minister van Onderwijs van 1992 tot 1993 en 2000 tot 2002. Daarnaast was hij van 1989 tot 2000 burgemeester van Blois. Hij was tot 2012 lid van het Nationale Vergadering voor het zesde district van het departement Pas-de-Calais.

## Levensloop
Lang stamt uit een rijke Joodse familie. Hij heeft drie broers en zussen en zijn moeder was katholiek. Zijn grootvader was lid van een loge. In de Tweede Wereldoorlog was zijn grootvader actief in het verzet. Hij groeide op in Nancy en studeerde politiek en publiekrecht in Parijs. Hij kreeg een doctoraat voor beide disciplines. Van 1971 tot 1981 was hij hoogleraar internationaal recht aan de Universiteit van Nancy.
Hij werd 'ontdekt' door de latere socialistische president François Mitterrand nadat hij als 24-jarige het Festival mondial du théatre universitaire in Nancy had opgericht. Mitterrand was gecharmeerd door zijn visie en zijn visuele flair. Lang hield van de esthetische confrontatie tussen het oude en het nieuwe, tussen erfgoed en innovatie.
Voor het grote publiek was hij vooral bekend om zijn ministersposten. In 1981 werd hij minister van cultuur in de socialistische regering Pierre Mauroy. Hij hield deze functie in de kabinetten van Laurent Fabius (1984-1986), Michel Rocard (1988-1991) en Édith Cresson (1991-1993). Hij zette zich onder meer in voor de architectonische herinrichting van Parijs en tegen de dominantie van de Amerikaanse cultuur. Hij voerde een vaste boekenprijs in om de kleine boekhandels te ondersteunen, hij startte met een jaarlijks Fête de la musique op 21 juni en hij steunde ook de France cinema.
Zijn inzet voor de rechten voor homoseksuelen leverden hem kritiek op in conservatieve kringen. In het kabinet Pierre Beregovoy (1992-1993) was hij minister van onderwijs. Van 1994 tot 1997 was hij lid van het Europees Parlement. In het kabinet van Lionel Jospin (2000-2002) was hij opnieuw minister van onderwijs.
Van 1989 tot 2001 was hij burgemeester van de Franse stad Blois. Daarna was hij van 2002 tot 2012 afgevaardigde in de Nationale Vergadering voor het kiesdistrict 6 van het departement Pas-de-Calais.
Zijn beide dochters, Valérie Lang (1966-2012) en Caroline Lang (1961), zijn actrice.